# فوکورویی، شیزوئوکا
۳۴°۴۵′ شمالی ۱۳۷°۵۵′ شرقی / ۳۴٫۷۵۰°شمالی ۱۳۷٫۹۱۷°شرقی
فوکورویی در استان شیزوئوکا در کشور ژاپن  واقع شده است  که دارای جمعیت ۸۵٬۱۶۳ نفر و مساحت ۱۰۸٫۵۶ کیلومتر مربع با تراکم جمعیت 784  نفر در کیلومترمربع است و در تاریخ ۳ نوامبر ۱۹۵۸ به عنوان شهر شناخته شد.